# Doak Snead
Doak Snead (født 24. december 1949, Bronte, Texas, død 16. september 2020) var en amerikansk sanger og sangskriver. 
Han stod i spidsen for The Doak Snead Band, som optrådte på musikscenerne i Austin i 1973 og var en del af Progressive Country Music-bevægelsen. Snead har givet koncert over hele USA, herunder på Kerrville Folk Festival og ved en koncert med Houston Pops Orchestra i 1975.